# McMorrin Glacier
McMorrin Glacier är en glaciär i Antarktis. Den ligger i Västantarktis. Argentina, Chile och Storbritannien gör anspråk på området. McMorrin Glacier ligger 602 meter över havet.
Terrängen runt McMorrin Glacier är kuperad åt sydväst, men åt nordost är den bergig. Havet är nära McMorrin Glacier åt nordväst. Trakten är glest befolkad. Närmaste befolkade plats är San Martín Station, 17,9 kilometer söder om McMorrin Glacier. 